# Daniel Du Lac
Daniel Du Lac (ur. 13 listopada 1976 w Montpellier w departamencie Hérault) – francuski wspinacz sportowy uprawia także wspinaczkę lodową. Specjalizował się w prowadzeniu oraz we wspinaczce na czas. Mistrz Europy w boulderingu z 2004 roku w Lecco.

## Kariera sportowa
Na mistrzostwach Europy w 2004 we włoskim Lecco zdobył złoty medal we wspinaczce sportowej w boulderingu.
Wielokrotny uczestnik, medalista prestiżowych, elitarnych zawodów wspinaczkowych Rock Master we włoskim Arco dwukrotny srebrny medalista; w 1999 oraz w 2004 roku.
Wielokrotny medalista mistrzostw Francji we wspinaczce sportowej w konkurencji boulderingu, które wygrał w 1998 oraz w 2004 roku.

## Osiągnięcia

### Mistrzostwa świata
| Konkurencje        | 1997 | 2001 | 2003 | 2005 | 2007 |
| Bouldering         | —    | 4    | 19   | 6    | 6    |
| Wspinaczka na czas | 15   | —    | —    | —    | —    |

### Mistrzostwa Europy
| Konkurencje        | 1996 | 2002 | 2004 | 2007 |
| Bouldering         | —    | 11   | 1    | 12   |
| Wspinaczka na czas | 31   | —    | —    | —    |

### Rock Master
| Konkurencje        | 1999 | 2000 | 2003 | 2004 |
| Bouldering         | 2    | 5    | 3    | 2    |
| Wspinaczka na czas | 9    | —    | —    | —    |